# Dobre (gromada w powiecie mińskim)
Dobre – dawna gromada, czyli najmniejsza jednostka podziału terytorialnego Polskiej Rzeczypospolitej Ludowej w latach 1954–1972.
Gromady, z gromadzkimi radami narodowymi (GRN) jako organami władzy najniższego stopnia na wsi, funkcjonowały od reformy reorganizującej administrację wiejską przeprowadzonej jesienią 1954 do momentu ich zniesienia z dniem 1 stycznia 1973, tym samym wypierając organizację gminną w latach 1954–1972.
Gromadę Dobre z siedzibą GRN w Dobrem utworzono – jako jedną z 8759 gromad na obszarze Polski – w powiecie mińskim w woj. warszawskim, na mocy uchwały nr VI/10/7/54 WRN w Warszawie z dnia 5 października 1954. W skład jednostki weszły obszary dotychczasowych gromad Antonina, Brzozowica, Dobre Stare, Dobre Nowe, Grabniak, Poręby Nowe, Rudno, Rąbierz kolonia, Walentów, Wólka Kokosia i Zdrojówki ze zniesionej gminy Rudzienko w tymże powiecie. Dla gromady ustalono 24 członków gromadzkiej rady narodowej.
1 stycznia 1958 do gromady Dobre przyłączono wsie Czarnogłów, Duchów i Wólka Czarnogłowska oraz kolonie Baltazarów i Czarnogłów ze zniesionej gromady Czarnogłów w tymże powiecie.
31 grudnia 1959 do gromady Dobre przyłączono obszar zniesionej gromady Rynia (bez wsi Ruda Pniewnik i Wólka Kobylańska), a także wsie Osęczyzna i Poręby Stare ze znoszonej gromady Rządza w tymże powiecie.
31 grudnia 1961 do gromady Dobre przyłączono wieś Kąty-Borucza ze znoszonej gromady Kąty-Miąski w powiecie wołomińskim w tymże województwie.
1 stycznia 1969 do gromady Dobre włączono obszar zniesionej gromady Sołki w tymże powiecie.
Gromada przetrwała do końca 1972 roku, czyli do kolejnej reformy gminnej. 1 stycznia 1973 w powiecie mińskim utworzono gminę Dobre.